# رالف تریو
رالف تریو (انگلیسی: Ralph Therrio؛ زادهٔ ۱۲ ژانویهٔ ۱۹۵۴) دوچرخه‌سوار اهل ایالات متحده آمریکا است. وی در بازی‌های المپیک تابستانی ۱۹۷۲ و ۱۹۷۶ شرکت کرده است.